# 范載昌
范載昌（？年—？年），豐城人，明朝政治人物。
監生出身。宣德元年，接替楊宣，擔任南直隶常州府宜興縣知縣，后由章惟澄接任知縣。